# Columnea hirta
Columnea hirta là một loài thực vật có hoa trong họ Tai voi. Loài này được Klotzsch & Hanst. mô tả khoa học đầu tiên năm 1866.